# NGC 7615
NGC 7615 este o galaxie situată în constelația Pegas. A fost descoperită în 16 august 1830 de către John Herschel. Se află la o distanță de 50,12 de megaparseci de Pământ.